# Marita Monteleone
María de los Ángeles Araceli Monteleone, conocida como Marita Monteleone, (Caballito, Buenos Aires, Argentina; 12 de septiembre de 1957) es una locutora, cantora, escritora y periodista argentina. Es conocida como «La voz del teléfono».

## Carrera
Nació el jueves 12 de septiembre de 1957 a las 23.15 hs en el barrio de Caballito, específicamente en la Avenida Avellaneda 373, CABA; vivió su infancia y adolescencia en el barrio de Villa del Parque. 
Como cantora se inició desde los tres años, y después participó en concursos en el Club Gimnasia y Esgrima de su barrio, estuvo con Roberto Galán y en Rumbo a la fama con Leonardo Simons y después estudió locución. Desde muy chiquita su papá, quien era plomo junto con su amigo con Norberto Palese, quien luego tomó el nombre artístico de Jorge Cacho Fontana (llevaba los instrumentos) del director de orquesta Héctor Varela,y la llevaba en su Renault Dauphine enseñándole su prime rtango 'Adiós Marinero' de Yiso y Gallucci. Su mamá también la hacía cantar boleros, de Jorge Negrete y de María Félix. También estudió danzas. Sus padres se ocuparon que tuviera una buena formación artística. Su padre también cantaba tangos pero no lo hizo de manera profesional porque se dedicó a las Ciencias Económicas. Su abuelo Pedro José era gerente del Banco Español de la Boca.
Una voz que la marcó fue la de Betty Elizalde. Empezó a escucharla a los dieciséis años, con Las 7 lunas de Crandall. Luego de terminar el secundario, entró al profesorado de Educación física, pero tuvo un accidente tras ser atropellada por un camión en Nazca y San Martín, y estuvo un tiempo en silla de ruedas. Logró recibirse y ejercer por breve tiempo en el Ferrocarril Oeste y en el Instituto Santísima Virgen Niña.
Un día se presentó en Grandes valores del tango, donde cantó Melodía de arrabal, allí salió en segundo puesto. Hizo sus estudios en el Instituto Santísima Virgen Niña, Comunicaciones Salesianas Don Bosco y en el Instituto José Hernández INEF.
Acompañada por su padre al ISER, le dijeron que había cerrado la inscripción, pero quedaba otra chance: intentarlo en el COSAL (Instituto Superior de las Comunicaciones Sociales), la otra entidad. Se anotó, rindió las pruebas y a fines de 1984 se recibió, junto a otros compañeros de ruta, como Franco Bagnato, Marcela Feudale y Jorge Formento. También imita a la perfección la voz de la actriz Graciela Borges.
Monteleone se hizo reconocida en la telefonía argentina por ser la voz de las llamadas a teléfonos y contestadoras. Frases como «El número solicitado no corresponde a un abonado en servicio», «La característica marcada se encuentra momentáneamente congestionada» o «La característica recibida es inexistente» son apenas algunas de las que se fueron popularizando en distintos llamados telefónicos desde hace tres décadas, cuando grabó por primera vez este tipo de mensajes y por los que recibió este cordial apodo de «La voz del teléfono». Llegó a través del locutor Tito Da Costa quien la escucha en la bodega del café Tortoni en 1988, quien, a su vez, le presenta al ingeniero Héctor Cristiani de Empresa Nacional de Telecomunicaciones (ENTel), ingresando a dicha empresa para grabar las centrales telefónicas de respuesta.
Fue la primera mujer en el mundo que grabó la guía de teléfonos para el 110 por reconocimiento de voz, 214 000 archivos de Word, en un año y nueve meses de trabajo.
Fanática desde chica del Club Atlético Boca Juniors puso su voz para el contestador del conmutador de la cancha y del Centro de Atención al Socio de Boca Juniors. También trabajó para PwC (PriceWaterhouseCoopers), que es una firmas de balance internacional más importante del mundo.
Como locutora trabajó en reconocidas emisoras como Radio La Red, Radio Del Plata, Radio Zónica, Radio Buenos Aires, Radio Splendid, Radio Nacional, Radio Mitre y Radio El Mundo. Es la ahijada artística de Silvio Soldán y coequiper de Héctor Larrea, Juan Carlos Mareco, Juan Carlos Altavista, Juan Carlos Mesa, Riverito, Nelson Castro, Fernando Bravo, Lionel Godoy, Jorge Bocacci, Santos Biasatti, Fernando Niembro y Berugo Carámbula. También trabajó en Radio Argentina  que hacía la voz junto Jorge Formento con la conducción de Raúl Portal.
En 2001, después de cuatro nominaciones, ganó su primer Premio Martín Fierro a mejor labor locución AM/FM y en 2011 se alzó con el segundo.
En 2017 condujo el espectáculo Locutango donde homenajeó a grandes de la radiofonía argentina como Lionel Godoy, su maestro.
El 8 de marzo de 2000 presenta su espectáculo musical Maritango apadrinada por el compositor uruguayo Horacio Ferrer y la cantautora Eladia Blázquez, en la Bodega del Tortoni. Luego fue llevado a la Casona del Teatro y a La casa de Carlos Gardel, entre otros. Por allí pasaron figuras como Néstor Fabián, Antonio Grimau, Alberto Bianco, Mario Mactas, Lucrecia Merico, entre otros. A fines del 2020 por streaming, acompañada por los guitarristas, Tony Gallo y Claudio Parenti.
Estuvo casada con Roberto de los Ríos, quien era un reconocido operador a quien conoció en Radio El Mundo. Con él tuvieron una hija llamada Malena, nacida el 8 de noviembre. Roberto murió sorpresivamente el 10 de septiembre de 2004 mientras jugaba un partido de fútbol, se cayó y tuvo un paro cardiorrespiratorio, en el mismo día de la comunión de su hija y a dos días del cumpleaños de Marita. Aunque para ese entonces ellos ya estaban separados, fue un gran shock emocional para Monteleone.

## Televisión
- Grandes Valores del Tango
- Rumbo a la fama

## Radio
- Rapidísimo, con Héctor Larrea.
- Informe 1070.
- Soldán esquina tango  con Silvio Soldán
- La mañana del mundo.
- Marita Monteleone presenta por Radio Continental.
- El frasquito por Radio Continental.

## Teatro
- 2019: Show Cuatro Voces con Laura Del Río, Ana Medrano y Claudia Souto.[8]

## Premios y reconocimientos
- Personalidad Destacada de la Ciudad Autónoma de la Ciudad de Buenos en el ámbito de la cultura. Legislatura de la Ciudad Autónoma de Buenos Aires.  2 de diciembre de 2022.[9]
- Martín Fierro 2001. Labor locución.
- Martín Fierro 2011. Labor locución.
- Tres premios Atrevidas.
- SobralTango 2022.
- Premio Raíces.
- Micrófono de Plata.
- Orden del Buzón